# Ermida de São Lázaro (Angra do Heroísmo)
A Ermida de São Lázaro, também referida como Capela de de São Lázaro e Império do Espírito Santo de São Lázaro, é uma ermida portuguesa localizada na ilha Terceira, na cidade de Angra do Heroísmo e fez parte da Diocese de Angra do Heroísmo.
Esta ermida encontra-se situada ao fim da antiga Rua de D. Carlos, perto do Largo de São Bento, é segundo Gaspar Frutuoso um dos templo mais antigos da cidade de Angra do Heroísmo. Dela trata na sua Historia o Padre António Cordeiro, ao referir-se «...as tanta ermidas e de tanta devoção que havia naquela cidade».
A ermida de São Lázaro ficava, segundo ele, junto do seu hospital, o Hospital dos Lásaros, que servia para abrigo dos leprosos, estabelecimento de assistência de idênticos fins aos outros que houve nas varias ilhas do Arquipélago, como o provou o falecido Padre Ernesto Ferreira.
Desconhece-se ao certo quem terá fundado este pequeno templo mas a tradição terceirense, como afirma Alfredo da Silva Sampaio, regista que a iniciativa da sua construção é da conhecida e poderosa Família Canto, da ilha Terceira, à qual pertenceu Pero Anes do Canto, Provedor das Armadas ao tempo de João III de Portugal.
Desconhece-se quando esta ermida foi construída, mas sabes-se que foi antes da Ermida dos Lázaros da Praia da Vitória, que aparece em 1520. A Ermida de São Lázaro, conquanto antiga e construída, decerto, no século XVI, apresenta uma fachada moderna, possuindo no seu interior um pequeno altar com o seu retábulo, com a Imagem de São Lázaro e ainda um púlpito.
A gafaria que existia junto deste templo, na época em que o referido Padre António Cordeiro escrevia a sua crónica em 1717 foi demolida nos fins do século XVII, pois segundo Francisco Ferreira Drummond nos seus “Anais da Ilha Terceira” ela já havia desaparecido muito antes do ano de 1809.